# Trešnjevak
Trešnjevak (en serbe cyrillique : Трешњевак) est un village de Serbie situé dans la municipalité de Stanovo (Kragujevac), district de Šumadija. Au recensement de 2011, il comptait 15 habitants.

## Démographie
| 1948 | 1953 | 1961 | 1971 | 1981 | 1991 | 2002 | 2011 |
| ---- | ---- | ---- | ---- | ---- | ---- | ---- | ---- |
| 425  | 372  | 260  | 167  | 102  | 59   | 24   | 15   |

|  |